# Paradise Falls
Paradise Falls ou Bienvenue à Paradise Falls au Québec, est une série télévisée canadienne en 104 épisodes de 23 minutes créée par Alex Galatis et Paula J. Smith, diffusée entre le 25 juin 2001 et le 26 septembre 2008 sur Showcase. Elle a aussi été diffusée aux États-Unis sur Here!.
En France, la série a été diffusée depuis le 1er février 2005 sur Pink TV, au Québec à partir du 7 septembre 2006 à Séries+, et en Belgique sur Plug RTL.

## Distribution
- Art Hindle (en) (VQ : Hubert Gagnon) : le maire Pete Braga
- Chantal Quesnel (en) (VQ : Élise Bertrand) : Yvonne Bernini
- Tammy Isbell (es) (VQ : Julie Burroughs) : Rose Bernini
- Dixie Seatle (en) (VQ : Danièle Panneton}) : Bea Sutton
- Victoria Snow (en) (VQ : Claudine Chatel) : Francis Hunter
- Cameron Graham (VQ : Claude Gagnon) : Nick Braga
- Kim Poirier (VQ : Geneviève Désilets) : Roxy Hunter
- Michelle Latimer (VQ : Michèle Lituac) : Trish Simpkin
- Steve Cumyn (VQ : Pierre Auger) : Tony Beroni
- Kim Schraner (en) (VQ : Annie Girard) : Jessica Lansing (Saisons 1 et 3)
- Cherilee Taylor (VQ : Pascale Montreuil) : Pamela Harman (Saisons 1-2)
- Allen Altman (VQ : Patrice Dubois) : Billy Hunter (Saisons 1-2)
- Joshua Peace (VQ : Daniel Roy) : Samuel Sutton (Saisons 1-2)
- Marni Thompson (en) (VQ : Anne Bédard) : Valerie Hunter (Saisons 1-2)
- Andrew Gillies (VQ : Daniel Picard) : Stanley « The Admiral » Mansfield (Saisons 1-2)
- Robert Seeliger (de) (VQ : Jean-François Beaupré) : Jeff Bradshaw (Saisons 1-2)
- Jim Thorburn (VQ : Nicolas Charbonneaux-Collombet) : Michael Mansfield (Saisons 1-2)
- Debra McGrath (en) (VQ : Nicole Fontaine) : Shirley Armstrong (Saisons 1-2)
- Salvatore Antonio (en) (VQ : François Godin) : Sacha Martinelli (Saisons 2-3)
- Martin Roach (VQ : Marc-André Bélanger) : Ravenheart (Saison 1)
- Carla Collins (en) (VQ : Violette Chauveau) : Rusty Sinclair (Saison 1)
- Gary Hudson (en) (VQ : Guy Nadon) : Brick Madison (Saison 1)
- Bill MacDonald : George Mansfield (Saison 1)
- Grant Nickalls : David Silverman (Saison 1)
- Ian D. Clark : Dominic Bernini (Saison 1)
- Yank Azman (en) : Mr Bloom (Saison 1)
- Frank Pellegrino (VQ : René Gagnon) : Thomas Martinelli (Saison 2)
- Mike Realba : Ben Santos (Saison 2)
- Kate Trotter (VQ : Anne Caron) : Anne Sutton (Saison 2)
- Alan Van Sprang : Johnny Brice (Saison 2)
- Raven Dauda : Kelly Fairview (Saison 2)
- Sean Bell (VQ : Martin Watier) : Travis Piercy (Saison 2)
- Danielle Hampton (en) (VQ : Julie Beauchemin) : Charlene « Charlie » Piercy (Saison 2)
- Steve Belford (es) : Colin Wagner (Saison 3)
- Meredith McGeachie : Cate Banning (Saison 3)
- Mark Humphrey (en) : Wes Coleman (Saison 3)
- Julie Brown : Mimi Van Lux (Saison 3)
- Amanda Brugel : Lynnie Jordan (Saison 3)
- Kerry LaiFatt (en) : Julie Cordry (Saison 3)
- Stephen Huszar (en) : Tucker Hardwood (Saison 3)
- Wesley Morgan : Ethan Banning (Saison 3)
- Patrick Garrow : Tarkin (Saison 3)
- Cadence Schuster : Wendy Beroni (Saison 3)
- Janaya Stephens : Kirsten
- Radomir Nevrlka : Scotty (Saison 3)
- Nolan Greenwald : Tyler (Saison 3)
- Ker Wells : Roman Wioncek (Saison 1)
- Mark Ellis (en) : Neil Armstrong (Saison 1)
- Kristin Booth : Trudy Sinclair (Saison 1)
- Patrick Stevenson : Austin (Saison 1)
- David Ferry (en) : Kirk Null (Saison 2)
- Jake Epstein : Jim (Saison 3)
- Shauna MacDonald : Grace Coleman (Saison 3)
- Kristen Holden-Ried : Simon (Saison 1)
- Peter Outerbridge : Tyrone Fox (Saison 1)
- Karen Racicot : Sarah Braga (Saison 1)
- Kent Staines : Clive Hausenberg (Saison 1)
- Kim Roberts : Docteur (Saison 2)

 Source et légende : version québécoise (VQ) sur Doublage.qc.ca

## Épisodes

### Première saison (2001)
1. Où est Sarah Braga ? (Where's Sarah Braga?)
2. La Surprise d'Yvonne (Yvonne's Surprise)
3. Titre français inconnu (The Truth About Pamela)
4. Titre français inconnu (Yvonne Takes Charge)
5. Le Cadavre (The Body)
6. Yvonne fait des siennes (The Day After)
7. Le Rendez-vous de Rose (Rose's Date)
8. Le Masque (The Mask)
9. Les Funérailles (The Funeral)
10. Roxy disparaît (Goodbye Roxy)
11. Où est Roxy ? (Where's Roxy?)
12. Pete est en danger (Pete Under Attack)
13. Le Tueur (The Killer)
14. Le Rendez-vous de David (David's Date)
15. Fin du jeu (Endgame)
16. Évasion (Escape)
17. La Jalousie de Billy (Billy's Jealous)
18. Le Cercle (The Circle)
19. La Surprise de Nick (Nick's Surprise)
20. Le Dilemme de George (George's Dilemma)
21. L'Enterrement de vie de garçon (The Bachelor Party)
22. Au secours ! (Help!)
23. Le Retour de bâton (Payback)
24. Vengeance (The Plan)
25. Le maire compromis ! (Satisfaction)
26. Les Déboires d'une petite ville (Goodbye George)
27. Le Tour de Rose (Rose's Turn)
28. Allez directement en prison (Go to Jail)
29. Billy le traître (Billy the Cheat)
30. Qui est Corbeau de la nuit ? (Who's Ravenheart)
31. Le Plan d'Yvonne (Yvonne's Move)
32. Surprise d'outre tombe (Grave Surprise)
33. Oups ! (Whoops!)
34. Le Petit Secret de Jeff (Jeff's Little Secret)
35. Attraction fatale (Fatal Attraction)
36. Jessica contre-attaque (Jessica Fights Back)
37. Adieu Tyrone (Goodbye Tyrone)
38. Chantage (Blackmail)
39. La Surprise de Bea (Bea's Surprise)
40. Pete et Jessica (Pete and Jessica)
41. Le Retour de Neil (Neil's Return)
42. Travail d'équipe (Teamwork)
43. Au revoir Rose (Goodbye Rose)
44. Le Maître-chanteur (Blackmailer Revealed)
45. Michael prend les choses en main (Michael Takes Charge)
46. La Revanche de Rose (Rose's Revenge)
47. La Surprise de Trish (Trish's Surprise)
48. Au revoir Bea (Goodbye Bea)
49. Pris au piège (Caught You)
50. Le Secret de l'Admiral (The Admiral's Secret)
51. Au revoir Véronique (Goodbye Francis)
52. Le Meilleur des mondes (The Final Twist)

### Deuxième saison (2004)
1. Fesses en l'air (Bottom's Up)
2. La Séduction (The Seduction)
3. Le Brouillard (The Frog)
4. L'Offre de Rose (Rose's Offer)
5. Le Sacrifice (The Sacrifice)
6. Offres et tricheries (The Last Straw)
7. Amour Amour (Tangled Web)
8. Sexe et déboires (A Woman's Scorn)
9. Le hasard fait bien les choses (Goodbye Charlie)
10. Le Remake de Casablanca (As Time Goes By)
11. Avis de recherche (Most Wanted)
12. Appel d'un vieil ami (Phone Call from an Old Friend)
13. Compris… Terminé (What's the Hold Up?)
14. Mains en l'air (Over and Out)
15. La Chute (Fall Out!)
16. Le Pire Cauchemar de Billy (Billy's Worst Nightmare)
17. Titre français inconnu (Pete Makes His Move)
18. La Fête bat son plein (Paradise Falls Superstar)
19. L'Amour d'une mêre (Mother Love)
20. Les Vieux amis (Old Friends)
21. Titre français inconnu (Bye Bye Baby)
22. À travers le prisme (Through the Looking Glass)
23. Rose et les hommes (The Dark Side)
24. La Décision de Thomas (The Real Thing)
25. Accusations (Deep Cuts)
26. Tout vient à point… (Another Day)

### Troisième saison (2008)
1. You're All Invited…
2. Stardust
3. War of the Words
4. Great Expectations
5. Close Encounters
6. The Long Wait
7. Winners & Losers
8. Alone in a Crowd
9. Girlfriends
10. The Wager
11. The Unforgiven
12. The Eyes Have It
13. The Big Chill
14. Following Orders
15. True Confessions
16. Truth or Brownies
17. Revelations
18. Unexpected Guests
19. Capture and Escape
20. Dearly Beloved
21. Outed
22. Ultimatums
23. Crash!
24. Fault Lines
25. And the Winner Is…
26. Kisses and Goodbyes

## Commentaires
- La série a été tournée près de Sparrow Lake, dans la municipalité de district de Muskoka, en Ontario.
- Kelsa Kinsly interprétait le rôle d'Yvonne Bernini dans le pilote original non-diffusé.
- La troisième saison a été tournée durant l'été 2007. Elle a été diffusée en premier aux États-Unis à partir du 11 avril 2008 sur Here! et un an plus tard au Canada à partir du 2 septembre 2009 sur Showcase.